# Sierra Negra
Sierra Negra (também, e talvez mais corretamente, chamado Cerro La Negra) é um vulcão extinto situado próximo da montanha mais alta do México, o Pico de Orizaba. Com uma altitude de até 4 580 m acima no nível do mar (dependendo da fonte consultada) é um dos picos mais altos do México, talvez mesmo o quarto mais alto, embora seja geralmente listado como sendo o quinto. Porém, uma vez que é eclipsado pelo seu pico companheiro não é tão conhecido como, por exemplo, o ligeiramente mais baixo Matlalcuéitl (Malinche), e muitas vezes não é incluído nas listas das montanhas do México.
O cume de Sierra Negra é o local onde se encontra instalado um dos mais importantes instrumentos astronómicos do mundo, o Grande Telescópio Milimétrico. A estrada de serviço a este local é supostamente a mais alta da América do Norte.
O nome Sierra Negra é origem de alguma confusão, pois o termo 'Sierra' é geralmente usado para designar uma cadeia montanhosa e não um pico isolado, e além disso existe uma serra muitas vezes designada Sierra Negra situada a sul deste pico, ao,longo da fronteira entre os estados de Puebla e Veracruz. Contudo, esta é a designação que consta nos mapas oficiais do INEGI. Os nomes náuatles "Tliltepetl" ou "Atlitzin" são utilizados por alguns, apesar de também serem utilizados para outras  montanhas da região. Os falantes do náuatle de Orizaba chamam a montanha Istaktepetl Ikni, 'o Irmão da Montanha Branca' (sendo a montanha branca o Pico de Orizaba).